# Vladimir Orlić
Vladimir Orlić (cyr. Владимир Орлић; ur. 15 kwietnia 1983 w Belgradzie) – serbski polityk i inżynier, wiceprzewodniczący Serbskiej Partii Postępowej, poseł do Zgromadzenia Narodowego, w latach 2022–2024 przewodniczący serbskiego parlamentu.

## Życiorys
Ukończył szkołę średnią w Belgradzie, a następnie studia na wydziale elektrotechnicznym Uniwersytetu w Belgradzie (2007). Na tej samej uczelni w 2011 doktoryzował się w zakresie elektrotechniki i informatyki. Pracował jako inżynier w ośrodku badawczo-rozwojowym IMTEL Mikroopt oraz w instytucie techniki mikrofal i elektroniki IMTEL Komunikacije, w drugiej z tych instytucji kierował zakładem cyfrowego przetwarzania sygnałów. Później był m.in. architektem systemów informatycznych w instytucie badawczym Vlatacom.
W 2008 wstąpił do Serbskiej Partii Postępowej, został jej wiceprzewodniczącym w gminie miejskiej Čukarica. Wchodził w skład zgromadzenia miejskiego w Belgradzie. W 2021 objął stanowisko wiceprzewodniczącego SNS. W wyborach w 2014 po raz pierwszy uzyskał mandat posła do Zgromadzenia Narodowego. W 2016, 2020, 2022 i 2023 otrzymywał mandatowe miejsce na liście postępowców, ponownie uzyskując wybór do serbskiego parlamentu.
W sierpniu 2022 został wybrany na nowego przewodniczącego Zgromadzenia Narodowego. Pełnił tę funkcję do końca kadencji w lutym 2024.